# Eesti Karikas 2006-2007
La Coppa d'Estonia 2006-2007 (in estone Eesti Karikas) è stata la 15ª edizione del torneo dopo l'indipendenza dell'Estonia. Il Levadia Tallinn ha vinto il trofeo per la quinta volta nella sua storia.

## Formula
Il torneo si dipanava su sei turni tutti disputati su gare di sola andata; la finale in gara unica in campo neutro unica a Tallinn.
Tutte le 64 squadre partecipanti, comprese le squadre di Meistriliiga 2006, entrarono in scena dal primo turno.

## Primo turno
Le partite furono disputate tra il 1° e il 12 agosto 2006.
| Squadra 1        | Risultato   | Squadra 2            |
| ---------------- | ----------- | -------------------- |
| 1º agosto 2006   |             |                      |
| Flora Tallinn II | 3 - 0       | Atli Rapla           |
| Kristiine        | 1 - 3       | Kalev Tallinn II     |
| Elva             | 5 - 0       | Lootos Põlva         |
| Flora Paide      | 0 - 1 (dts) | Tulevik Viljandi 2   |
| Tabasalu         | 6 - 1       | Operi JK Tallinn     |
| TVMK Tallinn     | 8 - 1       | Kalev Tallinn        |
| KSK KESPO Kehtna | 3 - 2 (dts) | WC Guwalda Pärnu     |
| Välk 494 Tartu   | 16 - 2      | Eurouniv FC Tallinn  |
| Klooga           | 0 - 4       | Maardu Esteve        |
| Kaitseliit/Kalev | 0 - 10      | Vaprus Pärnu         |
| Rock&Roll Mäksa  | 2 - 5       | Quattromed           |
| Virumaa Rakvere  | 2 - 1       | Piraaja Tallinn      |
| Trans Narva      | 23 - 0      | Jalgpallihaigla      |
| Haiba            | 2 - 8       | Kuressaare           |
| VJK Tapa         | 1 - 2       | Püsivus Kohila       |
| Warrior Valga 2  | 6 - 1       | Tribling Järvakandi  |
| Maag Tartu       | 4 - 0       | Warrior Valga        |
| Kalju Nõmme      | 4 - 2       | Rada Kuusalu         |
| Elva 2           | 2 - 4       | Saue Laagri          |
| Trans Narva 2    | 4 - 0       | Kernu Kadakas        |
| Ajax Lasnamäe    | 6 - 1       | Otepää               |
| Tallinna Kuradid | 0 - 8       | Tammeka Tartu        |
| Nõmme United     | 9 - 0       | Junior Maardu        |
| Flora Tallinn    | 5 - 0       | Olympic Tallinn      |
| Volunder Tallinn | 0 - 5       | Tulevik Viljandi     |
| Järva-Jaani      | 3 - 1       | Kompanii Märjamaa    |
| Levadia Tallinn  | 24 - 0      | Soccernet            |
| Tallinna United  | 1 - 4       | Hansa United Tallinn |
| Toompea 1994     | 4 - 0       | EBS Team Tallinn     |
| 7 agosto 2006    |             |                      |
| Twister          | 3 - 6       | Tempori Kehra        |
| Ararat Tallinn   | 4 - 3       | Atletik Tallinn      |
| 12 agosto 2006   |             |                      |
| Legion Tallinn   | 8 - 0       | EPMÜ SK Tartu        |

## Sedicesimi di finale
Le partite furono disputate tra il 29 agosto e il 7 settembre 2006.
| Squadra 1        | Risultato | Squadra 2            |
| ---------------- | --------- | -------------------- |
| Trans Narva      | -         | KSK KESPO Kehtna     |
| Kuressaare       | -         | Hansa United Tallinn |
| 29 agosto 2006   |           |                      |
| Kalev Tallinn II | 1 - 2     | Püsivus Kohila       |
| Kalju Nõmme      | 1 - 0     | Maardu Esteve        |
| 30 agosto 2006   |           |                      |
| Ajax Lasnamäe    | 3 - 0     | Saue Laagri          |
| Toompea 1994     | 4 - 1     | Legion Tallinn       |
| Tabasalu         | 2 - 5     | Trans Narva 2        |
| Järva-Jaani      | 0 - 11    | Maag Tartu           |
| Virumaa Rakvere  | 4 - 0     | Quattromed           |
| Vaprus Pärnu     | 4 - 0     | Elva                 |
| Tempori Kehra    | 1 - 4     | Nõmme United         |
| Tammeka Tartu    | 0 - 1     | Tulevik Viljandi 2   |
| Flora Tallinn II | 0 - 2     | Välk 494 Tartu       |
| 5 settembre 2006 |           |                      |
| Tulevik Viljandi | 1 - 6     | TVMK Tallinn         |
| 6 settembre 2006 |           |                      |
| Flora Tallinn    | 0 - 1     | Levadia Tallinn      |
| 7 settembre 2006 |           |                      |
| Ararat Tallinn   | 3 - 0     | Warrior Valga 2      |

## Ottavi di finale
Le gare furono disputate tra l'8 e l'11 novembre 2006.
| Squadra 1        | Risultato       | Squadra 2          |
| ---------------- | --------------- | ------------------ |
| 8 novembre 2006  |                 |                    |
| Kuressaare       | 2 - 2 (4-5 dcr) | Levadia Tallinn    |
| Ajax Lasnamäe    | 3 - 0           | Ararat Tallinn     |
| Maag Tartu       | 5 - 1           | Trans Narva 2      |
| Nõmme United     | 0 - 2           | Tulevik Viljandi 2 |
| TVMK Tallinn     | 9 - 0           | Toompea 1994       |
| Kalju Nõmme      | 2 - 5           | Trans Narva        |
| 9 novembre 2006  |                 |                    |
| Välk 494 Tartu   | -               | Püsivus Kohila     |
| 11 novembre 2006 |                 |                    |
| Virumaa Rakvere  | 1 - 2           | Vaprus Pärnu       |

## Quarti di finale
Le gare furono disputate il 17 e il 18 aprile 2007.
| Squadra 1      | Risultato | Squadra 2          |
| -------------- | --------- | ------------------ |
| 17 aprile 2007 |           |                    |
| TVMK Tallinn   | 5 - 0     | Vaprus Pärnu       |
| Maag Tartu     | 0 - 1     | Levadia Tallinn    |
| Ajax Lasnamäe  | 0 - 6     | Trans Narva        |
| 18 aprile 2007 |           |                    |
| Välk 494 Tartu | 0 - 1     | Tulevik Viljandi 2 |

## Semifinali
Le gare furono disputate il 1º maggio 2007.
| Squadra 1       | Risultato | Squadra 2          |
| --------------- | --------- | ------------------ |
| Levadia Tallinn | 1 - 0     | TVMK Tallinn       |
| Trans Narva     | 4 - 0     | Tulevik Viljandi 2 |

## Finale
| Squadra 1       | Risultato | Squadra 2   |
| --------------- | --------- | ----------- |
| Levadia Tallinn | 3 - 0     | Trans Narva |

| Tallinn 15 maggio 2007                                                    | Levadia Tallinn | 3 – 0 | Trans Narva | Kadriorg Stadium |
| \| \| \| \| \| Nahk 26’ (rig.), 45'+1’ (rig.) Kink 49’ \| Marcatori \| \| |                 |       |             |                  |
|                                                                           |                 |       |             |                  |
| Nahk 26’ (rig.), 45'+1’ (rig.) Kink 49’                                   | Marcatori       |       |             |                  |